# ベンチャシリ公園
ベンチャシリ公園（สวนเบญจสิริ、Benchasiri Park）またはベンジャシリ公園は、タイ王国、バンコクのクローントゥーイ区にある公園。スクムウィット通り沿いの高級デパートのエンポリアムの隣にある。

## 概要
シリキット王妃の還暦を祝って、1992年8月5日5時55分に開園した。ベンジャシリは、タイ語で「縁起の良いもの」を表す。早朝5時から夜9時まで開園している。
噴水やプール、テニスコートなどのスポーツ施設やジョギングコースがあり、ジョギングや太極拳などをやっている市民や観光客の姿を目にする。ルンピニー公園などと並んで、バンコクを代表する都市型の公園である。
上記以外の日本語表記ではベンジャシリ、ベンヂャシリとも記される。

## 交通アクセス
プロンポン駅6番出口より歩いてすぐ。インペリアルクイーンズパークホテル内からもアクセス可能である。スクンビット22通りのベヂャシリ公園（ウタヤーンベンヂャシリ）はエンポリアムとインペリアル クイーンズ パーク ホテルの間にある。